# Avak
Koordinaten: 71° 14′ 56,1″ N, 156° 30′ 39″ W
Avak ist ein Einschlagkrater in der Nähe von Barrow im US-Bundesstaat Alaska.
Der Durchmesser des Kraters beträgt zwölf Kilometer, sein Alter wird auf weniger als 95 Millionen Jahre geschätzt. Er befindet sich teilweise an Land und zum anderen Teil im Meer. An der Erdoberfläche ist der Krater nicht zu sehen, denn er ist mit Sedimenten aus dem Pleistozän und dem Pliozän bedeckt.
In den Jahren 1951 und 1952 wurde eine 1225 Meter tiefe Bohrung vorgenommen, die dabei gewonnenen Bohrkerne bewiesen, dass es sich bei Avak um einen Einschlagkrater handelt. Im Krater befinden sich Lagerstätten von Kohlenwasserstoffen.